# Lydina polidoides
Lydina polidoides là một loài ruồi trong họ Tachinidae.